# دی‌بی‌جی فایننشل
دی‌بی‌جی فایننشل (انگلیسی: DGB Financial Group) شرکت خدمات مالی کره‌ای است، که در سال ۱۹۶۷ تأسیس شد.